# 黎文功
黎文功（1984年6月20日—）是越南力量举运动员，2008年首次参加残奥会，2016年在里约残奥会男子49公斤以下级比赛夺魁，是为越南首位残奥金牌得主。

## 举重生涯
2017年，黎文功在力量举世锦赛男子49公斤以下级比赛夺冠，2021年在第比利斯世锦赛相同项目夺银。
他在2021年东京残奥会男子49公斤级力量举比赛获得银牌，后在2024年巴黎残奥会相同项目夺铜。